# Ocotea quixos
Ocotea quixos oder Is(h)pink(u), Ishpingo, Flor de Canela, sowie Ecuador Zimt, ist ein Baum in der Familie der Lorbeergewächse aus Ecuador bis ins angrenzende Kolumbien.

## Beschreibung
Ocotea quixos wächst als kleinerer, immergrüner Baum bis etwa 8–12 Meter hoch. Die relativ glatte Borke ist gräulich und abblätternd.
Die einfachen, wechselständigen Laubblätter sind kurz gestielt. Sie sind ledrig, kahl, ganzrandig und spitz bis zugespitzt, sowie eiförmig bis -lanzettlich oder länglich, lanzettlich bis verkehrt-eilanzettlich und bis 13–23 Zentimeter lang.
Es werden endständige und rispige Blütenstände gebildet. Die zwittrigen, kurz gestielten und kleinen, dreizähligen Blüten mit einfacher Blütenhülle sind weißlich. Es sind 6 schmal-eiförmige Tepalen in zwei Kreisen vorhanden die an einem schüsselförmigen Blütenboden sitzen. Der Fruchtknoten mit relativ kurzem Griffel ist mittelständig und es sind 9 kurze Staubblätter ausgebildet, die innersten 3 besitzen an der Basis zwei Drüsen.
Die ei- oder eichelförmigen und grünlichen bis gelb-grünlichen Früchte, Beeren, sind bis 4 Zentimeter lang und sitzen im unteren Teil an oder in einem holzigen „Fruchtbecher“ mit welligen, verwachsenen und abstehenden Tepalenresten.

## Taxonomie
Die Erstbeschreibung des Basionyms Laurus quixos erfolgte 1789 durch Jean-Baptiste de Lamarck in Tabl. Encycl. 3: 455. Die Umteilung zu Ocotea quixos erfolgte 1938 durch André Joseph Guillaume Henri Kostermans.
Die Taxonomie ist aber nicht klar und etwas verwirrend und bedarf noch einer Revision. Denn es ist noch ein anderes Basionym, Mespilodaphne pretiosa Nees & Mart. mit dem Synonym Ocotea pretiosa (Nees & Mart.) Mez bekannt, allerdings ist es wohl eine andere Art. Es wird der Art Ocotea odorifera (Vell.) Rohwer mit dem Basionym Laurus odorifera Vell. zugeschrieben.
Als Synonyme gelten Ocotea cinnamomoides (Kunth) Kosterm., Nectandra cinnamomoides (Kunth) Nees, Laurus cinnamomoides Kunth und Acrodiclidium cinnamomoides (Kunth) Mez, allerdings ist die Zuordnung zum Basionym Laurus quixos nicht ganz klar, sowie Ocotea quixos Kosterm. ex O.C.Schmidt.

## Verwendung
Der Fruchtbecher, die Rinde und Blätter riechen zimtähnlich und werden als Gewürz verwendet. Es wird als Amazonas oder Amerikanischer Zimt bezeichnet. Eine ähnliche Rinde und Blätter liefert noch Aniba canelilla.
Aus den Blätter wird ein ätherisches Öl gewonnen.